# 대한민국의 학교 급식
대한민국의 학교에서는 학생들을 대상으로 급식을 시행하고 있다. 학교 급식은 조선 시대의 성균관에서도 찾아볼 수 있다. 일제 강점기에는 기근으로부터 구제하기 위해 시행되기도 하였으나 일시적이었고, 대부분은 기부금으로 시행되었다. 대한민국에서는 전쟁 직후의 결식 방지에서 어린이의 체력 향상으로, 최근에는 가정에서의 부담 경감 등으로 그 목적이 바뀌어 시행되고 있다.

## 목적
대한민국 학교에서의 급식은 주로 다음과 같은 이유에서 시행되었다.
- 식습관 개선
- 국민 영양 관리의 기초 마련
- 체력 및 정신 건강 향상
- 취약 계층 아동 구제
- 사회 통합
- 평등 실현
- 필수 영양 섭취

이 외에도 농산물 수급 조절, 학부모의 부담 경감 등의 이유가 제시되기도 한다.

## 역사

### 조선 시대
조선 초 사부학당의 학생들에 매일 밥을 주고 공부를 하게 했다는 기록이 있다.
議政府據禮曹呈啓,“四部學堂生徒, 常給一時之食, 使之終日講讀”
의정부에서 예조의 공문을 근거로 말하기를, “사부학당의 학생들에 한 끼니 식사를 항상 주고, 아침부터 저녁까지 토론하며 책을 읽게 하였습니다.”

### 일제 강점기
1932년에는 각지에 아이들의 점심을 주는 소학교가 있으며, 집에서 도시락을 싸 주면 밥이 차가워지고 가난한 집 아이들은 밥을 못 싸오기도 하므로 구미각국에서는 학교에서 무료로 점심을 먹여주기 시작했다고 보도되었다.
1933년 경성부 회의에서는 결식 아동에 대한 급식이 필요하면 부에서 부비를 사용하더라도 계속 실시하도록 결정하였고, 경성부에서는 기부를 받아 부내 18개 공립보통학교에서 수백 명의 결식 아동에 대해 점심을 주었으나, 기부금이 떨어지자 1년 만에 중단하였다.
1939년에 가뭄 피해를 입자 조선 총독부에서 해당 지역의 소학생들에 춘궁기에 해당하는 4개월간 급식을 주었다.
1940년 경성부에서는 허약 아동을 방지하기 위해 매월 희망하는 학부모로부터 식대를 받아 급식을 주는 급식제도를 발표하였다.

### 대한민국
1940년대
해방 직후인 1946년, 서울시에서는 72개 공립·사립 국민학교에서 학생들에 식대를 받고 점심을 주는 급식을 실시하였다.
정부 수립 이듬해인 1949년에는 유엔 산하 국제아동구호재단의 지원으로 보건국에서 국민학교를 통하여 분유와 콩, 우유 등을 급식할 것을 계획하였다.
1950년대
한국 전쟁 중인 1952년 11월 문교부에서는 전국의 결식 아동 수를 61만 7천여 명으로 파악하였으며, 이들 결식 아동 1인당 1일 1홉(=약 180ml)씩 100일 간을 급식하도록 국무회의에 제출하였다고 취재에 답변하였다. 1953년 문교부에서 10월에 발표한 새로운 교육 6개년 계획에 빈곤하여 취학이 곤란한 학령 아동에 대해서는 교과서를 무상 지급하고 식량 결핍 기간에 급식을 실시하는 내용이 포함되었다.
1950년대의 급식은 주로 외국으로부터의 구호 식량에 의존하였다. 유엔 아동 기금의 발표에 의하면, 미국 정부로부터 4천만 파운드(약 1,800톤)의 탈지분유가 지원되어 아동들에게 매일 150만 컵의 분유가 급식으로 제공되었다. 종교 단체에서 무료 급식소를 설치하고 결식 아동을 대상으로 급식을 제공하기도 했다.
1960년대
1961년에는 결식 아동을 위한 쌀모으기 운동을 벌였고, 1962년에는 농림부 주관으로 아동의 체력 향상을 위해 우유를 무상으로 제공, 서울 시내 일부 국민학교의 1학년 학생들에 급식하기도 했다.
1963년에는 국제 원조 구호 기구와 보사부가 1년간 193만 명의 국민학교 아동의 급식으로 5,800여만 파운드의 곡물을 지원하는 급식공동구호사업에 대한 협정을 맺었고, 1964년 초부터 원조된 곡물로 만든 식빵을 각 국민학교에 배급했다. 1966년부터는 아동의 체력 향상을 위해 140만 명이었던 배급 대상을 전체 국민학교 학생의 반수 이상인 280만 명으로 확대하였다. 이는 미국의 잉여 농산물을 지원받은 것으로, 지역에 따라 빵이나 수제비·국수가 격일제로 배급되었다.
1967년, 아동의 급식용으로 원조받은 양곡이 시장에 유출되고 있다는 의혹이 제기되자 곡물 지원을 담당하는 유솜(United States Operating Mission, USOM)은 아동 급식을 중지시키고 재고량 조사에 들어갔고, 대한민국 정부의 약정된 재정 부담이 지켜지지 않아 원활한 양곡 지원이 어려워졌다. 결국 1968년 2학기부터 급식용 빵은 유료로 전환되었다. 이후로 수급이 불안하여 무료 급식과 중단이 되풀이되었고, 급식비를 징수하기도 했다.
1970년대
문교부는 물자 감축으로 대도시 국민학교에 무료 급식을 중단하고 유료로 실시할 것을 결정, 1970년 9월 말부터 '26원에 140g의 빵과 180ml의 우유'가 제공되는 유료 급식이 시작되었으나, 급식을 신청하지 못하는 학생에 열등감을 조성하며 도시락에 비해 영양이 부족하다는 문제점이 지적되었다. 농어촌 학교의 급식도 1972년부터는 자립급식으로 바꾸기로 하였다. 같은 해 농림부는 학교에서 우유를 시중의 절반 값에 판매할 방침임을 밝혔다.
1977년 문교부의 발표에 의하면, 국민학교 급식은 전체의 23%인 약 130만 명에 실시되었고, 그중 약 50만 명이 무상으로 급식을 제공받았다. 무상 급식은 도서벽지의 학생이나 타 지역의 극빈 학생을 대상으로 하였다.
1977년 9월, 학교 급식을 먹은 서울 시내 국민학교 아동 7,862명이 집단 식중독을 일으키는 사고가 일어났다. 이틀 전에 만들어 공급한 슈크림빵이 원인이었는데, 해당 식품에서는 포도상구균이 검출되었다. 이 사고로 학생 1명이 사망하였고, 그 여파로 급식은 전면 중단되고 유상급식은 폐지되었다.
1978년 초 문교부는 도서벽지 무상급식 대상자를 43만 명에서 12만 명으로 줄이는 대신 1인당 1끼 급식비를 90원에서 140원으로 올린다고 발표하였다. 1980년부터는 이를 28만 명에 1인당 200원 정도로 인상한다고 보도되었다.
1980년대
1980년에는 우유 재고가 늘어 9월부터 시중보다 35% 싼 가격에 전국의 국민학교에 공급하기도 하였으나, 이듬해 아이스크림 판매 등으로 우유 소비가 늘어나고 학교에 냉장 시설을 갖출 것을 요청받자 업체들이 우유 공급을 중단하였다. 1984년부터는 과잉 생산된 우유가 국민학교 급식으로 싼 값에 공급되었고, 1987년에는 전체 국민학생의 64%가 급식으로 우유를 먹었다. 우유의 급식은 1987년 9월부터 중·고등학교에까지 확대, 시중보다 싼 가격에 판매되었다.
1981년에는 문교부가 제출한 〈학교급식법안〉이 국가보위체제의 입법회의에서 통과되었으나, 정의만 내렸을 뿐 아무런 내용이 없다고 비판받기도 했다. 문교부는 8월, 정부의 도서벽지와 농어촌의 국민학교의 급식 지원, 급식 시설, 직원, 교원 연수 등을 포함하는 〈학교급식법 시행령〉을 의결하였다.
1988년에는 전국의 국민학교에서 8,155명이 점심을 굶는 것으로 파악되어 긴급 예산을 배정하여 급식을 실시하였다.1998년에는 8,500여 명이 밥을 굶고 있으며, 지방별로는 서울이 가장 많다고 파악되었다. 1990년 문교부 장관은 기자간담회에서 국민학교 교육의 역점 사업으로서 도서벽지와 농어촌을 중심으로 시행되는 급식을 대도시로 확대할 것임을 밝혔다. 1991년 2학기부터는 특수학교의 급식이 무상으로 제공되었다.
1990년대
1991년 교육부는 5개년 계획을 세워 1997년에는 국민학교 학생 모두에 급식을 제공하는 계획안을 발표하였다. 이에 따르면 도서 지역은 무상으로, 농촌은 전체 급식비의 2/3, 도시는 식품 원료비를 학부모가 부담하도록 되어 있었다. 이로부터 제주도는 1995년 봄부터 모든 국민학교 학생들에 학교 급식을 실시하게 되었고, 1997년에는 전국의 5,700여개 초등학교에서 전면 학교 급식이 실시되었다.
1998년 교육부는 1999년 상반기부터 전국의 고등학교에 급식을 제공할 것을 발표하였다. 2001년 교육부는 2002년 말까지 중학교에서도 전면 급식을 실시한다고 밝혔다.
2000년대
2001년 교육인적자원부의 조사에서 급식비를 지원받는 학생은 전체의 2.08%에 해당되는 16만 4천 명으로 파악되었다. 2005년부터 저소득층 학생의 급식 지원은 지방자치단체로 이양되었다.
2006년에는 전국 37개교 3천여 명이 식중독을 일으켜 장기간 급식이 중단되기도 하였다.
급식이 확대되면서 식품 오염 문제, 급식 업체와 교직원의 비리, 원산지 허위 표기와 국내외 농산물의 경쟁, 학부모의 급식 당번 동원, 학생 비만 등이 문제점으로 표출되었다. 그 중 가장 대표적인 것이 2008년의 광우병 파동으로, 오염된 식품에 대한 급식을 두려워하여 등교를 거부하는 경우가 보도되기도 했다.
2010년대
2010년대에는 무상 급식에 대한 논란이 불거졌다.